# Sabinów (Tomaszów Mazowiecki)
Pour les articles homonymes, voir Sabinów.
Sabinów est une localité polonaise de la gmina de Żelechlinek, située dans le powiat de Tomaszów Mazowiecki en voïvodie de Łódź.